# Passeport barbadien
Le passeport barbadien est un document de voyage international délivré aux ressortissants barbadiens, et qui peut aussi servir de preuve de la citoyenneté barbadienne. 